# Hans Rotta
Hans Rotta (* 10. Juni 1921 in Elberfeld; † 12. Mai 2008 in Stuttgart) war ein deutscher Verleger, Herausgeber, Redakteur und Biologe.

## Leben

### Ausbildung und Privatleben
In seiner Heimatstadt Elberfeld – seit der Vereinigung mit vier anderen Städten 1929 ein Teil der neuen Stadt Wuppertal – besuchte Rotta das Realgymnasium. Nach dem Schulabschluss wurde er 1939 zu Beginn des Zweiten Weltkrieges zum Wehrdienst berufen. Er kam während des Afrikafeldzuges und an der Ostfront zum Einsatz. Kurze, zwischenzeitliche Beurlaubungen ermöglichtem ihm die Aufnahme eines Studiums der Elektrotechnik an der Hochschule für Technik Stuttgart. Unmittelbar mit dem ersten Nachkriegssemester setzte Rotta sein Studium 1946 an der Eberhard Karls Universität Tübingen fort – diesmal hörte er Vorlesungen zu Botanik (unter anderem bei Erwin Bünning), Zoologie (unter anderem bei Alfred Kühn), Chemie (unter anderem bei Georg Wittig), physiologischer Chemie (unter anderem bei Adolf Butenandt), Physik (unter anderem bei Walther Kossel) und Physiologie (unter anderem bei Hans Hermann Weber). Butenandt schrieb später in Festschriften zu Rottas 60. und 70. Geburtstag, er habe seinen damaligen Studenten „nie aus den Augen verloren, […] weil sein Interesse für alle uns bewegenden Fragen lebendig […] war.“ Rotta war Mitglied der Stuttgarter Burschenschaft Ghibellinia.
1947 heiratete er die gleichaltrige Leonore Schmiedel, die Tochter des Apothekers, Lebensmittelchemikers und Verlegers Roland Schmiedel. Das Paar hatte mit Sybille (* 1948) und Christian (* 1953) zwei Kinder.

### Karriere
Bereits in jungen Jahren stieß er 1946 als freier Mitarbeiter zur Universitas – Zeitschrift für Wissenschaft, Kunst und Literatur, die von der Wissenschaftlichen Verlagsgesellschaft Stuttgart (WVG) seines Schwiegervaters herausgegeben wurde. Er sollte bis 1967 als Redakteur für das Magazin tätig sein. Auf Anregung seines Professors Bünning führte Rotta von 1947 bis 1949 umfangreiche Untersuchungen über tagesperiodische Vorgänge in Spross- und Wurzelvegetationspunkten an Tomaten und Ackerbohnen durch. Dem schlossen sich Forschungen über den Einfluss des Lichtes bei Zell- und Kernteilungen der Grünalgengattung Spirogyra an. Seine  zunehmenden Verpflichtungen im Verlag verlangten dann jedoch einen Abschied aus der experimentellen Forschung. Zusammen mit dem Zoologen und Vorsitzenden des „Bundes Naturschutz in Bayern“, Hans Walther Frickhinger (1889–1955), gründete er 1948 in der WVG die Naturwissenschaftliche Rundschau. Für diese wirkte er bis 1999 als Herausgeber – nach Frickhingers Tod zunächst in alleiniger Verantwortung, seit 1968 zusammen mit der Botanikerin Roswitha Schmid (1927–2014) von der Technischen Hochschule München.
Ab 1967 bis Juni 1986 war Rotta fast 20 Jahre lang Geschäftsführer der ebenfalls in Stuttgart ansässigen Mediengruppe Deutscher Apotheker Verlag, zu der die WVG gehört. Er rief in dieser Zeit mehrere Buchreihen ins Leben, wie beispielsweise Große Naturforscher sowie Bücher der Zeitschrift Naturwissenschaftliche Rundschau und gründete unter anderem zusammen mit Wolrad Vogell, Gerhard Petry, Gerhart Drews und Karl-Ernst Wohlfarth-Bottermann die Fachzeitschrift Cytobiologie (heute European Journal of Cell Biology).

### Weitere Aktivitäten
Hans Rotta erkannte früh die Bedeutung naturwissenschaftlicher Organisationen und knüpfte zahlreiche Kontakte. Sein breit gefächertes Netzwerk erwies sich für ihn als immense Bereicherung sowohl in wissenschaftlicher und menschlicher Hinsicht, aber auch bezüglich der wirtschaftlichen Tätigkeit seiner Verlage. Er pflegte enge Freundschaften zu einigen der renommiertesten Forscher Deutschlands, beispielsweise zu Otto Hahn, Adolf Butenandt, Heinz Bethge und Benno Parthier. In einem Nachruf über ihn wird darauf hingewiesen, dass er insbesondere die akademischen Beziehungen, die während der Zeit der deutschen Teilung zur Gelehrtengesellschaft Leopoldina entstanden, sehr schätzte, da diese Gesellschaft trotz aller politischer Spannungen ein Forum bot, das Rottas „Ideal einer ohne Satzungen bestehenden Gelehrtenrepublik besonders entsprochen haben mag.“ Zwischen 1980 und 1990 arbeitete er als Schatzmeister der Deutschen Morgenländischen Gesellschaft und von 1985 bis 1995 hatte er die gleiche Funktion auch innerhalb der Deutschen Gesellschaft für Elektronenmikroskopie inne. Dort war er ferner im April 1990 Mitbegründer der Verbandszeitschrift Elektronenmikroskopie. Darüber hinaus nahm er seit 1951 regelmäßig an den Tagungen der Nobelpreisträger in Lindau teil. Teilweise half er bei der Organisation der Veranstaltung. Gemeinsam mit Roswitha Schmid übersetzte er zahlreiche der englischsprachigen Vorträge ins Deutsche und veröffentlichte sie in der Naturwissenschaftlichen Rundschau oder anderen Fachzeitschriften.
Er zählte zu den Förderern des Biologie-Preises der Akademie der Wissenschaften zu Göttingen und engagierte sich außerdem – vor dem Hintergrund der nationalsozialistischen Vergangenheit Deutschlands – für Völkerverständigung, Ausgleich und weltweite Kooperation von Wissenschaftlern. So organisierte er beispielsweise die Herausgabe der deutschen Ausgabe des Buches German-Jewish Pioneers in Science 1900–1933 von David Nachmansohn, die 1988 unter dem Titel Die große Ära der Wissenschaft in Deutschland 1900 bis 1933. Jüdische und nichtjüdische Pioniere in der Atomphysik, Chemie und Biochemie von Roswitha Schmid vorgelegt wurde. Ferner suchte Rotta das Gespräch mit Forschern, die Deutschland einst angesichts der antisemitischen Verfolgungen verlassen mussten – etwa mit Max Ferdinand Perutz, Otto Meyerhof und Hans Adolf Krebs –, und war seit 1993 Mitglied im Kuratorium für die Otto-Hahn-Friedensmedaille.

## Mitgliedschaften
Hans Rotta war Mitglied in folgenden wissenschaftlichen Gruppierungen und Gesellschaften:
- Akademie der Naturwissenschaften Schweiz
- Deutsche Gesellschaft für Elektronenmikroskopie
- Deutsche Botanische Gesellschaft
- Deutsche Gesellschaft für Zellbiologie (Gründungsmitglied seit 1975)
- Gesellschaft Deutscher Naturforscher und Ärzte
- Max-Planck-Gesellschaft (Förderndes Mitglied seit 1968)
- Verband Deutscher Biologen (Gründungsmitglied seit 1954)

## Ehrungen
- 1976: Lindau-Plakette[A 1] – „für seine Verdienste um die Tagung der Nobelpreisträger in Lindau“ (überreicht durch Lennart Bernadotte)
- 1980: Lindauer Stadtwappen „Lindenbaum“ (überreicht durch Oberbürgermeister Josef Steurer)
- 1983: Ehrenförderer der Leopoldina – „in Anerkennung seiner Arbeit als Verleger zur Förderung des interdisziplinären Schrifttums zu Naturwissenschaften und Medizin“[10]
- 1989: Ehrenmitglied des Verbandes Deutscher Biologen[11]
- 1990: Lorenz-Oken-Medaille – „in Anerkennung seines Lebenswerks [und] für seine besonderen Verdienste um die Förderung der deutschsprachigen Interpretation und Verbreitung naturwissenschaftlicher und medizinischer Erkenntnisse und des interdisziplinären Schrifttums“[12]

## Wissenschaftliche Publikationen
- Hans Rotta: Untersuchungen über tagesperiodische Vorgänge in Spross- und Wurzelvegetationspunkten. In: Planta. Band 37, № 3, Oktober 1949, Seiten 399–412.